# Joe Ely

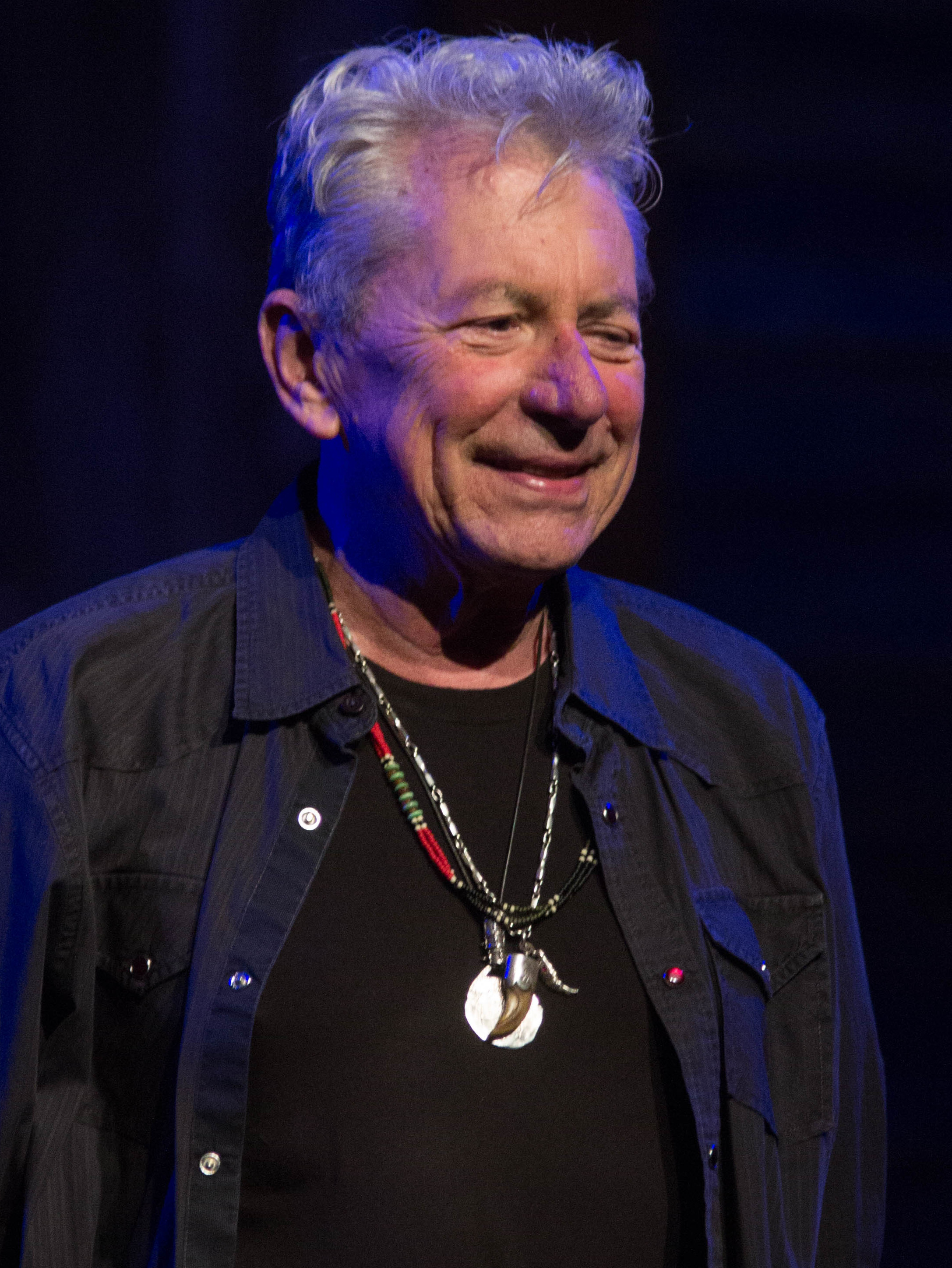
Joe Ely, 2017

Joe Ely (* 9. Februar 1947 in Amarillo, Texas) ist ein US-amerikanischer Country- und Rock-Sänger und Songwriter. 

## Karriere

### Kindheit und Jugend
Joe Ely verbrachte seine Kindheit im texanischen Amarillo. Auf Wunsch seiner Eltern befasste er sich zunächst mit klassischer Musik und nahm im Alter von acht Jahren Violinen-Unterricht. Drei Jahre lang spielte er im Schulorchester. Doch seine Leidenschaft galt dem Rock ’n’ Roll und der Country-Musik. Mit elf Jahren zog Ely mit seinen Eltern nach Lubbock, der Heimatstadt von Buddy Holly. Mit dreizehn schließlich verkaufte Ely seine Violine, um auf die E-Gitarre umzusteigen. Im Alter von fünfzehn Jahren hatte er mit seiner Band The Twilights erste Auftritte in der örtlichen Rock-Szene seiner Heimat. Mit siebzehn brach Ely das College ab, um sich ganz der Musik zu widmen. Es folgten turbulente Jahre, in denen er sich nur mühsam über Wasser halten konnte. 1969 wurde er Mitglied einer New Yorker Theatergruppe und begleitete diese ein Jahr später bei einer Europa-Tournee. Kurzzeitig arbeitete er in München mit dem Avantgardisten Eberhard Schoener zusammen. Nach der Rückkehr in die USA tingelte er wieder als Musiker.

### Flatlanders
Mit seinen ehemaligen Schulfreunden Jimmie Dale Gilmore und Butch Hancock gründete Ely 1970 die Country-Formation Flatlanders, die heute als einer der Wegbereiter der Alternative-Country-Bewegung gilt. Das Debüt-Album der Flatlanders blieb allerdings unveröffentlicht und die drei Musiker gingen wieder auseinander. Ely arbeitete daraufhin 1974 eine Zeit lang als Tierpfleger im Ringling Brother Circus, wobei er durch den Huftritt eines Pferdes schwer verletzt wurde.

### Solokarriere

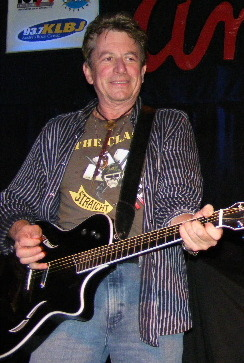
Joe Ely, 2008

1975 gründete Joe Ely eine eigene Band, die ein breites musikalisches Spektrum – Country, Blues, Honky-Tonk, Rock ’n’ Roll, Cajun und Tex-Mex – beherrschte. Das 1977 für das Label MCA produzierte Debüt-Album Joe Ely verkaufte sich zwar schlecht, stieß aber bei Kritikern und in der Musik-Szene auf breite Zustimmung. Der Melody Maker kürte es gar zum „Country Album of the Year“. Elys zweites Album, Honky Tonk Masquerade, mit dem der Akkordeonist Ponty Bone zur Band stieß, gilt heute noch als eines seiner besten. Das darauffolgende, von Bob Johnston produzierte Down On The Drag konnte dagegen nicht überzeugen. Trotzdem gewannen Ely und seine Band zunehmend an Popularität. Diese resultierte hauptsächlich aus ihren häufigen Live-Auftritten. Da Ely auch Songs seiner ehemaligen Flatlanders-Kollegen Hancock und Gilmore spielte und aufnahm, gewannen auch diese im Zuge von Elys Erfolg an Popularität. Um 1980 holte Joe Strummer Ely und seine Band als Vorgruppe für The Clash nach Europa und Ely wurde auch diesseits des Atlantiks zunehmend bekannter. Ely entwickelte einen rockigeren Stil, der auf dem Live-Album Live Shots dokumentiert ist und ihn nun auch für das Rockpublikum interessant machte. Die Verkaufszahlen blieben dennoch weiterhin hinter den Erwartungen zurück, und so verlor Ely 1984 nach dem erneut enttäuschenden Album Hi-Res seinen Plattenvertrag bei MCA. 
Ely stellte eine neue Band zusammen und unterschrieb 1987 beim Label Hightone. Nach der Produktion von zwei Alben kehrte er 1990 mit Live At Liberty Lunch und dem folgenden Studio-Album Love & Danger zu MCA zurück. Seine weiteren Alben der 1990er Jahre, Letter To Laredo und Twistin’ In The Wind, verzichteten weitgehend auf die rockigen Elemente der Vorgänger und verbreiteten mit Akkordeon und Flamenco-Gitarre wieder mehr Roots-Rock- und Tex-Mex-Stimmung. So findet sich auf dem Album Letter to Laredo beispielsweise ein Duett mit Bruce Springsteen namens All just to get to you. Darüber hinaus ist Springsteen auf dem Song I’m a thousand miles from home zu hören. Springsteen hatte bereits auf seiner 1992/1993 Tour Joe Ely als Gast auf die Bühne geholt und dessen damals aktuelles Album Love and danger angepriesen. Die Unterstützung ging so weit, dass bei dem Konzert ein Joe-Ely-Song, Settle for love, gemeinsam gesungen wurde. Mit Live At Antone’s, einem energiegeladenen Mitschnitt eines typischen Ely-Konzerts, wechselte Ely zum Folk-Label Rounder Records. 
Ende der 1990er Jahre fanden sich die Flatlanders wieder in Originalbesetzung zusammen, unternahmen einige Tourneen und veröffentlichten zwei neue Alben. Ely wirkte außerdem beim All-Star-Projekt Los Super Seven mit und unternahm diverse gemeinsame Tourneen mit Lyle Lovett, John Hiatt und Guy Clark. 
Zu seinem 60. Geburtstag im Jahr 2007 veröffentlichte Ely sein neues Studio-Album Happy Songs From Rattlesnake Gulch auf dem neu gegründeten eigenen Plattenlabel Rack ’Em Records. Zeitgleich erschien sein erstes Buch, Bonfire of Roadmaps. Nur einen Monat später folgte Silver City, ein Album mit Songs, die auf Texten aus seiner Zeit vor den Flatlanders basieren. 2008 veröffentlichte Ely ein gemeinsames Live-Album mit Joel Guzman, mit dem er bereits seit einigen Jahren gelegentlich als Duo auftrat. Joe Ely lebt in Austin, Texas.

## Diskografie

### Alben
- Joe Ely (MCA 1977)
- Honky Tonk Masquerade (MCA 1978)
- Down On The Drag (MCA 1979)
- Live Shots (MCA 1980)
- Musta Notta Gotta Lotta (MCA 1981)
- Hi-Res (MCA 1984)
- Lord Of The Highway (Hightone 1987)
- Dig All Night (Hightone 1988)
- Live At Liberty Lunch (MCA 1990)
- Love And Danger (MCA 1992)
- Songs From Chippy: Diary Of A West Texas Hooker (mit Butch Hancock u. a.) (Hollywood Records 1994)
- Letter To Laredo (MCA 1996)
- Twistin’ In The Wind (MCA 1998)
- Live At The Cambridge Folk Festival (Strange Fruit 1998)
- Live At Antone’s (Rounder 2000)
- Streets Of Sin (Rounder 2003)
- Happy Songs From Rattlesnake Gulch (Rack ’Em 2007)
- Silver City (Rack ’Em 2007)
- Live Cactus (Rack ’Em 2008)
- Satisfied At Last (Rack ’Em 2011)
- Panhandle Rambler (Rack ’Em 2015)
- Love in The Midst of Mayhem (Rack 'Em 2020)
- Driven to Drive (Thirty Tiger 2024)

### Zusammenstellungen (Auswahl)
- Milkshakes & Malts (Sunstorm 1988)
- What Ever Happened To Maria (Sunstorm 1988)
- No Bad Or Loud Talk ’77 – ’81 (Edsel 1996)
- Time For Travelin’ – The Best Of Joe Ely Vol. 2 (Edsel 1996)
- The Best Of Joe Ely (MCA 2000)
- From Lubbock To Laredo - The Best Of Joe Ely (MCA 2002)
- Settle For Love (Hightone 2004)
- B4 84 (South Central Music 2014)

### Alben mit den Flatlanders
- More A Legend Than A Band (Rounder 1990)
- Now Again! (New West 2002)
- Wheels Of Fortune (New West 2004)
- Live At The One Knite 1972 (New West 2004)
- Hills and Valleys (Blue Rose [Soulfood Music], 2009)

## Buchveröffentlichung
- Joe Ely: Bonfire Of Roadmaps (University Of Texas Press, Februar 2007)